# Павлів Леся Михайлівна
Леся Михайлівна Павлів — поетеса, педагог, громадська діячка, активістка Союзу Українок, делегат 1-го Всеукраїнського з'їзду Союзу Українок, делегат IV позачергового та V з'їзду письменників України, член Національної спілки письменників України, член ради Львівської обласної письменницької організації, член  першої Ради  відродженої «Просвіти» в місті Стрию.

## Життєпис
Леся Павлів народилася 10 січня 1949 року в селі Підкамінь Рогатинського району на Івано–Франківщині, у краю славетної Роксолани. Родина жила бідно, важко працювали. Батько й мати докладали неймовірних зусиль, щоб не тільки прогодувати двох доньок, а й дати їм належну освіту. Саме батьківська любов і турбота були першоосновою майбутнього таланту, проросли щедрими зернами.
Середню школу закінчила в селі Черчі (саме тут у 30-х роках жив Богдан Лепкий, але про нього Леся нічого не чула, бо письменник був під забороною).
Особливе значення для формування світогляду майбутньої поетеси мали роки навчання на філологічному факультеті Київського педагогічного інституту імені М.Горького (1966—1970 роки). Варто зазначити також, що рекомендацію для вступу на навчання їй дав відомий український письменник Ю. О. Збанацький. Наставниками Лесі Павлів були відомі літературознавці, які допомогли їй впевнитися та розростися почуттю любові до рідного слова, до мистецтва, а відтак — і зробити перші кроки у світ поезії — П.К.Волинський, Ю.С. Кобилецький, П.П.Хропко, М.Я.Плющ, П.І.Орлик, Г.М.Удовиченко, В.В.Лобода. Навчаючись у Києві, дівчина ввійшла в столичне літературне середовище. Її вірші почали друкуватись.
Після успішного закінчення педагогічного інституту, Леся Павлів працювала вчителем української мови та літератури у місті Сколе на Львівщині, а потім — у Стрийському технікумі механізації і електрифікації сільського господарства. У цей час вона продовжила літературну творчість, беручи активну участь у літературно-мистецькому об'єднанні "Хвилі Стрия".

## Творчість
Перша збірка Лесі Павлів «Не покидай мене, любове» побачила світ у 1990 році у видавництві "Радянський письменник". Це був збірник поезій молодих авторів за редакцією Д. А. Головка. В архівах збереглися копії листів Д. А. Головка до Лесі Павлів. Ця збірка мала великий успіх і додала наснаги для подальшої творчості. Вона налагодила тісні контакти з поетами і прозаїками України: Володимиром П'яновим, Олесем Лупієм, Олегом Чорногузом, Марією Людкевич, Михайлом Івасюком та іншими. Саме від них Леся перейнялася уболіванням за рідну культуру. Плекаючи її, поетка завжди виступає проти псевдокультури, особливо проти лицемірства і блюзнірства.
У 1993 році у видавництві «Бойківщина» вийшла друком друга книга поетки — «На перехресті вітрів», яка пронизана духом безмірної любові до рідного краю і його жителів. «Ліричний герой поетеси, — пише Михайло Шалата у вступній статті до видання, — це людина землі, чесна і благородна, невсипуща в турботі про рід і хліб насущний».

Зі змісту творів книги можна зробити висновок, що найсвятіші витоки поезії Лесі Павлів — батько і мати, діти, дім і поле — такі одвічно звичні образи і такі невичерпні для натхнення…
Йшов липень,
І липою цвіло
Моє село.
Краяни співом забавлялись –
Петрове свято звеселяли,
Та й діти щедро петрували,
А десь далеко, десь далеко
Моє дитинство мандрувало…[21,10].
Любов письменниці до Батьківщини — глибока і щира.
Я люблю тебе невимовною вірністю…
І мені так тривожно, і гордо, і мрійно
На просторах твоїх, Україно моя! [21,9].
У цей час з'явилася також низка ліричних поезій, у яких звучить мотив радісного, але з потаємними нотками суму кохання. Ці твори були належно оцінені В. Я.П'яновим, М. Людкевич: «Інтимна лірика поетеси,- пише Марія Людкевич, — довірлива і беззахисна, має свою жіночу інтонацію, яка не лишає читача байдужим» [10]. Її вірші підкреслюють тонке вміння передати через особисте й вистраждане чуттєвість і ліричність поетичного слова. Поетці вдалося піднятися над сірою буденністю й створити свій оригінальний світ образів. 
Спокійністю дихав
Вже вечір вчорашній,
Всі болі заснули,
Мелодії тон,
А втомлена ніч
Засвітила зірчасто,
І в подиху липня
З'явився мій сон
Коли було проголошено незалежність України, у видавництві «Каменяр» вийшла нова поетична збірка «Мелодії мого краю» (1994 рік), яку поетка присвятила своїм батькам. Не один раз доля кидала її за межі Батьківщини, тому пережиті відчуття й роздуми послугували основою багатьох ліричних творів:
Ні, більш не хочу чужини,
Вона холодна і терпка, бо мучить,
Але я вперта, з власної вини
Той мед життя я скуштувати мушу.
Так рвусь в безодню клопотів і мрій,
Де виглядаю днину гожу,
Короткий зримий час — рятунок мій –
Без України я не можу… [33,88].
Після невеликої перерви у видавництвах «Бойківщина» та «Щедрик» вийшли збірки: «Коли десь заплаче скрипка» та «Океан душі моєї» (2001 рік), а незабаром — книги для дітей: «Я маленька українка», «У рідній хатинці», «Ой та зимонька-зима», «Пісня про Яринку», «Вірні друзі», «Солодка потіха», «Під крилом долі». Це вже був 2005 рік.
17-18 жовтня 2006 року у Києві проходив V з'їзд Національної спілки письменників України. У складі делегації митців Львівщини була член ради Львівської письменницької організації Леся Павлів.
Продовженням письменницького форуму став ювілейний вечір в республіканському будинку письменника з нагоди 85-річчя від дня народження метра української літератури, відомого критика, перекладача В. Я.П'янова. Поетеса згадувала: "Володимир Якович є моїм хрещеним батьком у літературі. Саме він у 60-ті роки минулого століття вивів мене у світ поезії і краси, у світ високих людських почувань. Він працював у кабінеті молодого автора при Спілці письменників України пліч-о-пліч з Павлом Тичиною. Він не зігнувся, не принишк під гнітючим пресом силуваної ідеологізації тоталітарних часів, а своєю високою порядністю, уважністю завоював щиру симпатію численних прихильників, молодим дав путівку в самостійне творче життя. Вчасно підтримані ним письменники нині плідно працюють на широкій і благодатній ниві українського красного слова. Залучаю й себе до цього кола і засвідчую, що таку добру довіру і таку тактовну вимогливість не часто доводилось зустрічати. І в моєму вітанні ювілярові на закінчення звучали такі слова: «Низький і доземний уклін Вам, мій хрещений батьку!» [36].
Леся Павлів багато їздить Україною, за кордон. Найчастіше вона буває у школах, під час зустрічей спілкується з дітьми, знайомить їх зі своєю творчістю. У творчій лабораторії поетки — нові задуми. Перечитуючи її твори, дивуєшся, як прості звичайні речі стають дорогими і водночас незвичайними.
Творче натхнення Лесі Павлів багатогранне. Вона добре почуває себе на сцені, бо багато років відвідує Стрийський народний драматичний театр, яким керує режисер Марія Бурій. Поетка працює в Народному домі міста Стрия, є членом місцевої організації «Просвіта».
Цікаво, що за свідченням письменниці, у підготовці до випуску книг допомагають діти: Андрій і Леся, які успішно закінчили факультети живопису і графіки Львівської художньої академії та ілюструють усі її книги.

Поетеса і не боїться плину часу, а з гордістю говорить:
…Мозольних рук шаную славу
Й гостинний батьківський поріг [21,4].
…отак живу,
І в радості й печалі,
Буває всяк
В буденнім плині дня…
Іду до тебе, земле,
наче на причастя,
Щоб зрозуміти правду
У силі пізнання [21,10].
На ювілейному вечорі (до 50-річчя від дня народження) у 1999 році професор Дрогобицького педагогічного інституту М.Шалата зазначив: «Сьогодні, через відстань у довгих вісім років, ми знову зустрічаємося із Лесею. Із „Хвиль Стрия“ випливла чарівна русалка, поетеса Леся Павлів. М'який, лірично-романтичний, пісенний талант, котрий дуже романтично вписався у мистецьку ауру Стрийщини, в симфонію сучасної української прози» [45].

## Художньо-індивідуальний стиль
Провідною рисою індивідуального стилю Лесі Павлів є те, що конкретна річ, явище так вдумливо вибрані, вдало висвітлені і чітко окреслені, що переростають свої межі і стають узагальненням, символом, носієм певної ідеї. Для творчості письменниці характерні такі художні засоби: звертання — конкретні та абстрактні, прийом повтору, анафора, які використовуються авторкою для того, щоб якнайяскравіше донести основну думку твору, притаманне також майстерне творення образу-пейзажу для передавання внутрішнього стану образу-персонажа. Є багато метафор, епітетів, персоніфікацій, звукових та зорових образів, алітерацій.

### Метафора
- «Спадуть мої печалі у море снів вже бабиного літа»,
- «заколосилися житами мої літа»,
- «та пам'ять бігла між отари в красу полів й дзвінких дібров»,
- «а пам'ять кличе в ті часи напитись ранньої роси»,
- «з мовчання твого змалюю я день»,
- «хай вруниться вічність у храмі буття, який із любові збудую»,
- «в мене рима зривалась у п'янкім божевіллі»,
- «вірність моя у чеканні стоїть»,
- «вириваю надію з печалі»,
- «сів на серце милий здогад»,
- «самотність озветься раєм»,
- «колеса зітхнули»,
- «сміялась пісня любо й мило»,
- «занімів для тебе світ»,
- «я вирву сторінку свойого життя, на пам'ять тобі подарую»,
- « і смерічки в оселях святковий дарують сюрприз»,
- «величний Великдень у дзвонах пасхальних воскресить і душі, й віки»,
- «співанки розривали груди»,
- «дитинство вишнями цвіло»,
- «а день за днем тужавіє від стужі»,
- «стрункіша день»,
- «вже дзвони голосять»,
- «захотіла цілунків твоїх назбирати»,
- «розпачливо боліли спогади буденні, в вокзальнім зойку пісня понеслась»,
- «хата наша осінню дивилась, запечаливсь стежечки рушник»,
- «надію гріла в чужинськім небі»,
- «сорочка дзюрчала в потах»,
- «заходяться сміхом прожиті літа»,
- «ще сон подивляють прудкі катери»,
- «цілували сніжинки львівський вечір ласкавий» та ін.
- «гостює тиша, зайшла із сонцем у вечір синій»,
- «на торжищах мова твоя солов'їна гріхами озветься в облудних серцях»,
- «із надр глибин пульсує мудрість»,
- «не можна, доню, коріння рідне навік рубати»,
- «і надія цвіла»,
- «а ти просила батьківського краю».

### Синекдоха
- «зажурилася старість на різдвянім порозі гірку чашу життя допиває сама»),
- «лягає вечір в молитвах благальних»),
- «болі кричать материнських долонь»,
- «загорівся цілунок в листопадовій стужі».

### Метафоричні вислови, що слугують творенню образів-пейзажів
- «Крутими дорогами гуляє осінь»,
- «сумують в покосах сонцем трави зігріті»,
- «сумував листопад»,
- «весна заколихує час»,
- «тихо липень шептав наболілі слова»,
- «маки рясніють красою століть»,
- «на розп'ятті зими поселилась зневіра»,
- «замани мене, поле, дай замріяні весла..»,
- «у серпневім світанні загубилося літо…»,
- «роси памолодь напоюють в саду»,
- «гойдається ранок на крилах зимової стужі»,
- «спішили бджоли в пелюстки квіток»,
- «сумують в покосах сонцем трави зігріті»,
- «йшов липень»,
- «чвалає осінь по отавах»,
- «день заплакав, полився смуток по вікні»,
- «цілується ранок із хвилею в морі»,
- «…вітер з листопаду вмив твої вуста»,
- « у битвах громів сховалися гори»,
- «а гори радіють в картиннім намисті»,
- «розкішно травень трави наростив»,
- «спокійністю дихав вже вечір вчорашній»,
- «так різдвяниться нам, натюрморт вимальовує зиму».

### Оказіоналізм
- «Моя пречиста Україно, озвись до мене тополино»- тополя — один із символів України;
- «…загоїти листком рану, що розпалилась океанно у тузі тихій за тобою»- невимовно боляче;
- «я так засльозилась за Вами, мамо»- дуже плакала;
- «довкола все рідне, навкіл рушниково» — рушник як оберіг родини;
- «так різдвяниться нам»- радісно;
- «хмаровиння прокльонів» — багато;
- «буде красиво й романно»- мрійливо;
- «прийди хоч на хвильку в розквітло-тремтливий сад, мій юності сад»-прекрасний, неповторний;
- «і стало душі від тепла легкокрильно»- добре;
- «я нічийна і нічийна»- нікому не належу;
- «хто тебе виснив, чужино проклята?»- думав навіть уві сні;
- «а втомлена ніч засвітилась зірчасто»- небо всіяне зірками;
- «березневів світанок у обіймах весни»- весна надворі.

### Епітет
- «Ми пливем у юнім танці на крутій метушливій дорозі»,
- «я чекаю тебе на щасливім і вічнім, на солодкім порозі»,
- «осінь помалу прощається з нами, натомлена, зморена…»,
- «засяє осінь сумовита»,
- «я тебе віднайду в килимових снігах»,
- « поле, дай замріяні весла..»,
- «півень чудно співав в снігових покривалах»,
- «а полудень такий солодкий, солодкий»,
- «на хвилі долі залишимось одні із невимовним золотим мовчанням»,
- «Моя Україно, розкрадена, зболена, розкидана вся по світах»,
- «більш не хочу чужини, вона холодна і терпка…».

### Еліпсис
- «Співали вже треті…а ми…в шістнадцять здійснили щасливий політ»,
- «чотири десятки відтоді на скронях»,
- «а за третім ти вже в кулаки — не чути навіть звуку…».

## Цікаві факти
Леся Павлів листувалася з правнуком Т.Шевченка по сестрі Катерині Д.Красицьким. Їй почали надходити листи з різних видань.
Двічі (1991 і 1995 роках) доля кидала поетку за межі Батьківщини. Вона побувала у Нью-Йорку, Вашингтоні, Чикаго, знайомилася із життям та традиціями діаспори США.
Виступала перед студентами коледжу в місті Пікепсі, перед учнями шкіл Нью-Йорка, Йонкерса, Норт-Порта штату Флорида. Тут же з-під пера поетки вийшли й були надруковані в газеті «Свобода» та в австралійському журналі «Наша мета» нові вірші: «Діти рідної землі», «Україні», «Доля вічної миті» та інші.
Зустрівшись у Нью-Йорку з українцем, колишнім викладачем Стрийської музичної школи Гордієм Пасікою, Леся написала кілька віршів, музику до яких створив стриянин, і їх залюбки співають представники діаспори. Лише 2007 року доля подарувала їм зустріч на батьківщині Петра Яцика і так символічно — саме 9 листопада, у День слов'янської писемності. Є запис голосу композитора та низки пісень у його виконанні на слова Лесі Павлів.